# 차이콥스키 국제 콩쿠르

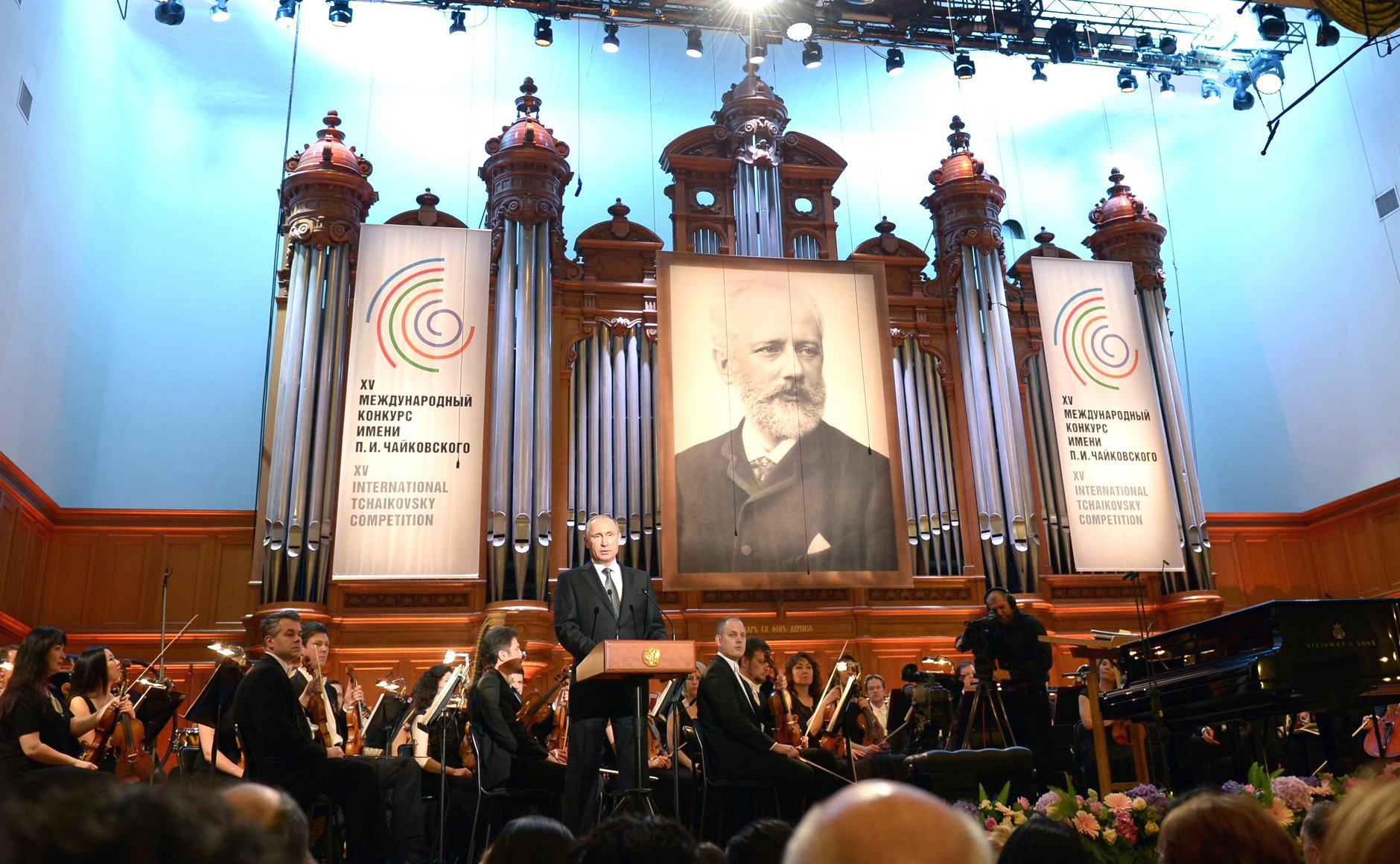

차이콥스키 국제 콩쿠르(러시아어: Международный конкурс имени П. И. Чайковского, 영어: International Tchaikovsky Competition, ITC)는 러시아 태생의 작곡가인 표트르 일리치 차이콥스키를 기념하여 1958년에 제1회가 개최된 음악콩쿠르이다. 퀸엘리자베스 콩쿠르, 쇼팽 콩쿠르와 함께 세계 3대 콩쿠르로 불린다. 러시아 모스크바에서 4년 마다 개최되며 피아노, 바이올린, 첼로(16세~32세), 남녀 성악(19세~32세) 부문이 있다.

## 역대 수상자
- 밴 클라이번 (1958년 피아노 1위)
- 블라디미르 아시케나지, 존 오그던 (1962년 피아노 공동 1위)
- 기돈 크레머 (1970년 바이올린 1위)
- 다비드 게링가스 (1970년 첼로 1위)
- 정명훈 (1974년 피아노 2위)
- 박종민 (2011년 남자 성악 1위)
- 서선영 (2011년 여자 성악 1위)
- 다닐 트리포노프 (2011년 피아노 1위)
- 손열음 (2011년 피아노 2위)
- 조성진 (2011년 피아노 3위)
- 드미트리 마슬레예프 (2015년 피아노 1위)
- 조지 리〈George Li〉 (2015년 피아노 2위)